# Mitjaevia amseli
Mitjaevia amseli är en insektsart som först beskrevs av Dlabola 1961.  Mitjaevia amseli ingår i släktet Mitjaevia och familjen dvärgstritar. Inga underarter finns listade i Catalogue of Life.